# Meezen
Meezen település Németországban, Schleswig-Holstein tartományban. Lakosainak száma 350 fő (2023. december 31.).

## Népesség
A település népességének változása:
| Lakosok száma | 282  | 360  | 353  | 358  | 347  | 350  |
|               | 1975 | 2014 | 2019 | 2021 | 2022 | 2023 |